# 44 duó
Bartók Béla 44 duó két hegedűre (Sz. 98, BB 104) című sorozat Bartók 1931-ben keletkezett műve, amely elsősorban pedagógiai célzattal készült, e cél azonban nem a hegedűjáték elsajátítására, hanem a hegedűs kamaramuzsikálás technikai-zenei gyakorlatára irányul, mint ilyen tehát különbözik Bartók egyéb pedagógiai műveitől (Mikrokozmosz, Gyermekeknek, 10 könnyű zongoradarab).

## Tételek

### I. füzet
1. Párosító (1) (A pünkösdi rózsa kihajlott az útra)
2. Kalamajkó (annak neve)
3. Menuetto
4. Szentivánéji
5. Tót nóta (1)
6. Magyar nóta (1) (A küsasszony papucsába)
7. Oláh nóta
8. Tót nóta (2)
9. Játék
10. Rutén nóta
11. Gyermekrengetéskor
12. Szénagyűjtéskor
13. Lakodalmas
14. Párnás tánc (Elvesztettem zsebkendőmet[1])

### II. füzet
1. Katonanóta  (Aki szép lányt akar venni)
2. Burleszk
3. Menetelő nóta (1) (Nincs szebb lány a magyar lánynál)
4. Menetelő nóta (2) (Bazsa Mári libája)
5. Mese (Hess, páva, császárné pávája)
6. Dal
7. Újévköszöntő (1)
8. Szúnyogtánc (Megfogtam egy szúnyogot)
9. Menyasszonybúcsúztató
10. Tréfás nóta
11. Magyar nóta (2) (Kidüllött a bojzafa)

### III. füzet
1. Párosító (2) (Ugyan, édes komámasszony)
2. Sánta-tánc (Hej, sár elő, Sánta Beke állj elő)
3. Bánkódás (Pej paripám rézpatkója de fényes)
4. Újévköszöntő (2)
5. Újévköszöntő (3)
6. Újévköszöntő (4)
7. Máramarosi tánc
8. Aratáskor
9. Számláló nóta
10. Rutén kolomejka
11. Szól a duda

### IV. füzet
1. Preludium és kánon (Két szál pünkösdrózsa)
2. Forgatós
3. Szerb tánc
4. Oláh tánc
5. Scherzo
6. Arab dal
7. Pizzicato (Nem láttam én télbe fecskét)
8. "Erdélyi" tánc

## Autográf anyagok
- Fogalmazvány (egy kihagyott szám: 19. p.; a 2., 26., 30. szám [eredeti számozás: 8., 16., 36.] lappang) Bartók Péter gyűjteménye: 69 VVS1)
- Autográf lichtpaus tisztázat, 44+1 darab (kétféle számozás; javításokkal) (Bartók Péter gyűjteménye: 69VVFC1)
- Lichtpaus másolatok:

1. 18 darab E. Doflein részére (lappang; másolata: Bartók Archívum, Budapest)
2. Ugyanaz (Bartók Péter gyűjteménye 69 VVID2)
3. Az Universal Edition 10391–10394 négyfüzetes kiadás (1933) metszőpéldánya (Bartók Péter gyűjteménye 69VVFC3)

- Javított példány a 18 duó Schott kiadásából (Spielmusik für Violine: Neue Musik, III–IV) és a 44 duó egyfüzetes UE 10452 kiadásából (ifj. Bartók Béla gyűjteménye)
- Amerikában írt autográf másolat, játszópéldány 7 duóból (Bartók Péter gyűjteménye: 69VVID1)
- A Boosey & Hawkes (2.) kiadás javított példánya (benne R. Kolisch ujjrendje) (Bartók Péter gyűjteménye: 69VVFC2)